# Музей Теодозії Бриж
Музей Теодозії Бриж — меморіальний музей, розташований в колишній творчій майстерні скульпторки Теодозії Бриж (1929—1999) на вулиці Мартовича, 5 у Львові. З 2000 – музейний підрозділ Львівської національної галереї мистецтв імені Б.Г. Возницького.

## Експозиція
В музеї представлені твори художниці, створені у 1956—1999 роках, серед них — постаті Анни Ярославни, князя Лева, персонажі за твором Василя Стефаника «Дорога», декоративно-паркові композиції, роботи на біблійної-євангельські теми (Ісая, Єремія), а також  серія творів до «Лісової пісні» Л. Українки. 
Загалом тут розміщено понад сотню творів, серед яких ряд барельєфів на тему «Коні і люди».

## Історія
В 1960-1970 її майстерня була одним з осередків руху «шістдесятників і сімдесятників» у Львові. Тут святкував тут своє одруження Іван Драч, 50-ліття — Богдан Ступка. Багато разів сюди до Теодозії і її чоловіка, графіка Євгена Безніска приходили Іван Миколайчук, Микола Вінграновський, Алла Горська, Сергій Данченко, Лесь Танюк, Ліна Костенко, Дмитро Павличко (хрещений батько сина Є. Безніска, Віталія) Віталій Розстальний та інші. Тут проводили диспути, вечори поезії і читали вірші Юрій Брилинський, Федір Стригун, Роман Лубківський, Микола Петренко та інші. У майстерні приймали дружину Остапа Вишні (Губенка) Варвару Маслюченко, яку приводив Михайло Осадчий, квартет «Явір». Часто майстерню відвідували Володимир Патик, Дмитро Крвавич, Володимир Овсійчук, Гера Левицька, Богдан Горинь, Ігор Самборський, Микола Петренко та багато інших.